# Gare de Banfora
La gare de Banfora est une gare ferroviaire burkinabé de la ligne d'Abidjan à Ouagadougou, située à proximité du centre-ville de Banfora, préfecture du département du même nom, dans la province de Comoé en région Cascades.

## Situation ferroviaire
Établie à 301 mètres d'altitude, la gare de Banfora est située au point kilométrique (PK) 699 de la ligne d'Abidjan à Ouagadougou, entre la gare de Diarabakoko et la gare de Bérégadougou (voir Schéma de la ligne d'Abidjan à Ouagadougou).
L'accès à la ville de Banfora et à sa gare se fait par l'un des plus importants ponts ferroviaires du pays (au PK 706), construit en poutres d'acier, gardé par du personnel pour prévenir les vols de métaux et dégradations fréquentes. À deux reprises le 24 août 2016 et le 21 juillet 2020, une travée du pont s'effondre, après des pluies importantes, lors du passage d'un train de marchandises (à chaque fois sans faire de victime), interrompant le trafic entre Banfora et Bobo Dioulasso durant de plusieurs semaines.

## Histoire

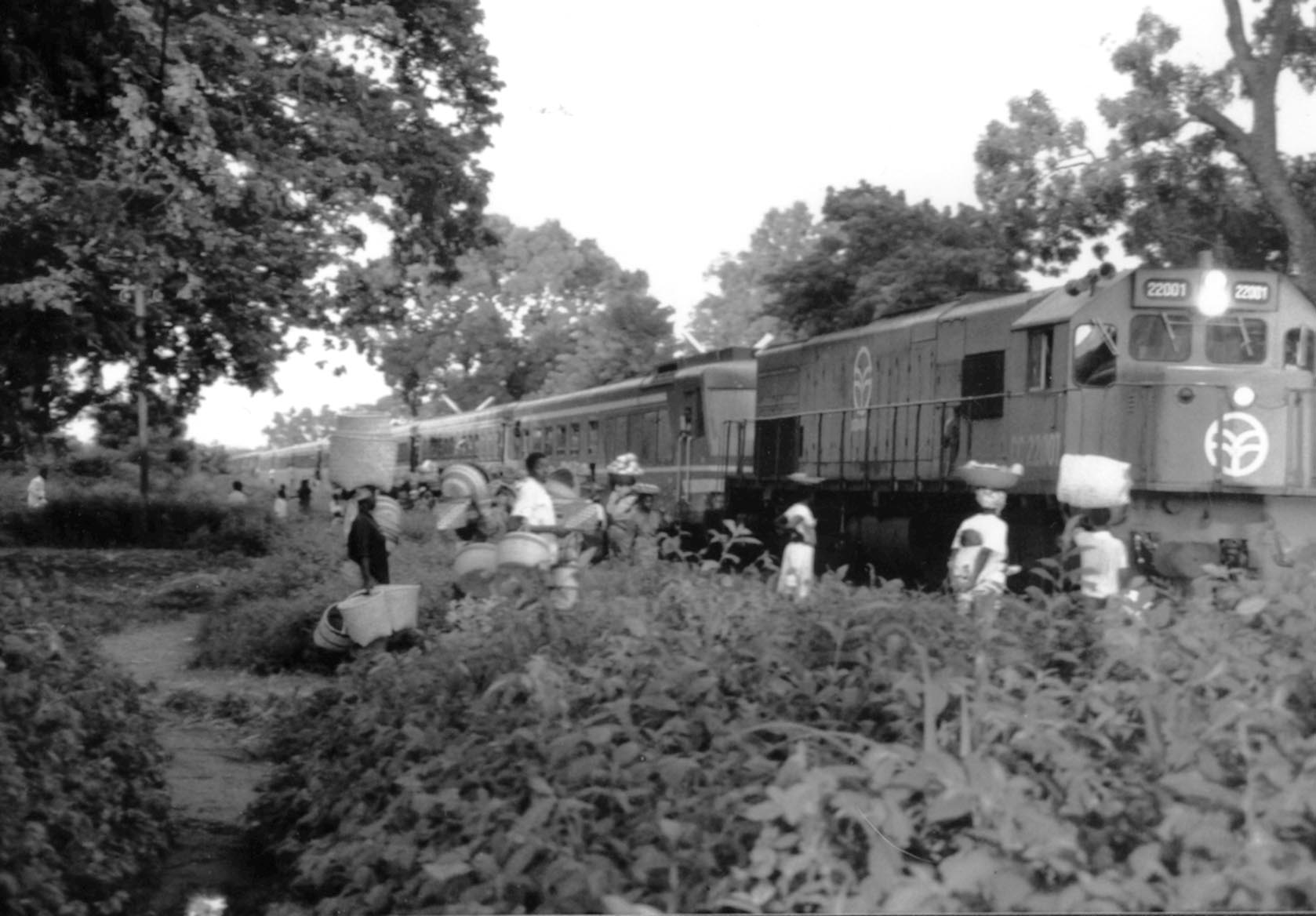
Arrivée de La Gazelle à Banfora.

La gare de Banfora, en Haute-Volta, est mise en service le 1er septembre 1932, pour les marchandises, et en janvier 1933 pour le service des voyageurs. Le tronçon suivant jusqu'à la gare de Péni est mis en service le 1er août 1933. Elle est réalisée, comme la ligne ferroviaire, par le Génie militaire français.